# Хур
Хур (осет. «солнце») — в осетинском нартском эпосе божество, живущее на небе и имеющее нескольких дочерей.

## Мифология
Хур дружит с небожителями и до определённого момента с нартами. С некоторыми нартами он даже находится в родственных отношениях. Его дочь Ацырухс, жившая в пещерном семиярусном замке и находившаяся под защитой уаигов, была женой знаменитого нарта Сослана, который отбил её у небесного жениха. Хур вознегодовал за дерзость Сослана, оскорбившего одну из его дочерей, получившей отказ Сослана, и послал на него Колесо Балсага, от которого тот погиб.
В сражении нарта Батрадза с небесными жителями, Хур по указанию верховного бога Хуцау принял сторону небожителей. Хур послал на Батрадза жар и стальное тело Батрадза расплавилось.

## Источник
- Дзадзиев А. Б. Этнография и мифология осетин. — Владикавказ, 1994. — С. 183. — ISBN 5-7534-0537-1.